# 亚里·雷塞宁
亚里·雷塞宁（芬蘭語：Jari Räsänen，1966年1月28日—），芬兰男子越野滑雪运动员。他曾代表芬兰参加1988年、1992年和1994年冬季奥林匹克运动会越野滑雪比赛，共获得二枚铜牌。